# Borger (Texas)
Borger is een plaats in de VS, gelegen in de staat Texas. Borger is de grootste plaats van Hutchinson County. In 2000 woonden er 14.300 mensen. De bevolkingsdichtheid is 632,5 inw. / km² en de oppervlakte van de stad is 22,6 km².
De stad van Borger is genoemd naar zijn stichter, A.P. (Ace) Borger, die een reputatie in Oklahoma en Texas had als een slimme zakenman. Borger en zijn zakenpartner John R. Miller kochten een stuk land van 240 acre (971 km²) nabij de Canadian Rivier in maart 1926 na de ontdekking van olie in de omgeving.
Borger ligt in een dunbevolkt gebied, maar heeft goede wegverbindingen. Alleen is Borger niet aangesloten op het snelwegnet. Ook ligt Borger aan een spoorlijn, deze wordt echter alleen gebruikt voor goederenvervoer.

## Plaatsen in de nabije omgeving
De onderstaande figuur toont nabijgelegen plaatsen in een straal van 36 km rond Borger.